# Silent Prayer
A Silent Prayer az amerikai R&B énekesnő Shanice és Johnny Gill közös dala, mely az Inner Child című stúdióalbum 3. kimásolt kislemeze. A dal 1992. április 28-án jelent meg a Motown kiadónál. Az amerikai Billboard Hot R&B listán a 4. helyen végzett.

## Megjelenések
12"  Motown – 3748310401
- A1	Silent Prayer (Radio Edit) 4:15
- A2	Silent Prayer (LP Version) 5:00
- B	Silent Prayer (Instrumental) 5:00

## Slágerlista
| Slágerlista (1992)              | Legjobb helyezés |
| ------------------------------- | ---------------- |
| Billboard Hot 100               | 31               |
| Billboard Hot R&B/Hip-Hop Songs | 4                |